# Orestias jussiei
Orestias jussiei är en fiskart som beskrevs av Valenciennes, 1846. Orestias jussiei ingår i släktet Orestias och familjen Cyprinodontidae. Inga underarter finns listade i Catalogue of Life.